# Joseph Maria Benedikt Clauß
Joseph Maria Benedikt Clauß, auch Joseph Clauss (* 20. Mai 1868 in Straßburg; † 26. September 1949 in Freiburg im Breisgau), war ein deutscher römisch-katholischer Geistlicher und Archivar.

## Leben
Clauß besuchte nach der zeitweisen Flucht nach Dürkheim und Neustadt an der Weinstraße dort die erste Lateinklasse im Casimirianum Neustadt. Danach absolvierte er das Gymnasium St. Stephan in Straßburg und studierte ab 1888 Philosophie und Theologie am Priesterseminar in Straßburg und Geschichte und Kunstgeschichte an der Universität Straßburg. Am 10. August 1893 wurde er von Bischof Adolf Fritzen in Straßburg zum Priester geweiht. 1895 erwarb er das Baccalaureat der Theologie in Straßburg mit der Dissertation Der Investiturstreit in historischer kanonistischer Beurteilung.
1893 wurde er Vikar in Herbitzheim, 1896 Vikar an St. Fides in Schlettstadt, von 1898 bis 1905 war er Kaplan in Kaysersberg. 1899 wurde er staatlicher Konservator der Kunstdenkmäler des Kreises Rappoltsweiler und ab 1905 auch des Kreises Schlettstadt. Von 1905 bis 1919 war er Stadtarchivar und bis 1907 Spitalpfarrer in Schlettstadt, 1912 Mitglied der staatlichen Kommission für die Inventarisierung der Kunstdenkmäler des Elsaß sowie Mitglied der Wissenschaftlichen Gesellschaft Straßburg (ab 1919 Heidelberg). Im Ersten Weltkrieg diente er von 1914 bis 1918 als freiwilliger Militärpfarrer.
1919 wurde er aus dem nunmehr französischen Elsass ausgewiesen und wurde von 1919 bis 1925 Pfarrkurat in Denzlingen, 1922 wurde er in das Erzbistum Freiburg inkardiniert. 1920 promovierte er an der Universität Freiburg mit der Dissertation: Die Heiligen des Elsaß, in ihrem Leben, ihrer Verehrung und ihrer Darstellung in der Kunst. Von 1921 bis 1933 war er Schriftleiter des Freiburger Diözesan-Archiv, 1925 wurde er Direktor des Stadtarchivs Konstanz und der Wessenberg Bibliothek. 1933 wurde er ohne Pension entlassen. Ab 1934 arbeitete er als wissenschaftlicher Hilfsarbeiter am Erzbischöflichen Archiv Freiburg, dessen Leiter er von 1947 bis 1948 war. Am 1. Oktober 1947 erhielt er die Ernennung zum Geistlichen Rat.

## Veröffentlichungen (Auswahl)
- Historisch-topographisches Wörterbuch des Elsass. Zabern 1895–1914 (Aar - Schlierbach) (Digitalisat).
- Geschichte der Stadt und der ehemaligen Reichsvogtei Le Cateau (Cateau-Cambrésis). Schwann, Düsseldorf 1917.
- Sancta Odilia. Jul. Manias & Cie, Karlsruhe 1922.
- Die Stadtkirche von Le Cateau, Armee Druckerei, Karlsruhe 1922.
- Die Kayserberger Sagen und ihr geschichtlicher Kern. Elsaß-Lothringen-Institut, Frankfurt am Main 1934.
- Die Heiligen des Elsass in ihrem Leben, ihrer Verehrung und ihrer Darstellung in der Kunst. Schwann,  Düsseldorf 1935 (Digitalisat).
- Der heilige Konrad, Bischof von Konstanz. Herder, Freiburg im Breisgau 1947.
- Andenken an meinen 81. Geburtstag. Ohne Ort 1948.